# Orceana Calcio 1986-1987
Questa voce raccoglie le informazioni riguardanti l'Orceana Calcio nelle competizioni ufficiali della stagione 1986-1987.

## Rosa
| N. |                   | Ruolo | Calciatore          |
| -- | ----------------- | ----- | ------------------- |
|    | Italia (bandiera) | C     | Ilario Anzoni       |
|    | Italia (bandiera) | C     | Giorgio Ballini     |
|    | Italia (bandiera) | C     | Giacomo Baronio     |
|    | Italia (bandiera) | C     | Marco Bellagamba    |
|    | Italia (bandiera) | C     | Marino Bracchi      |
|    | Italia (bandiera) | D     | Fulvio Bussalino    |
|    | Italia (bandiera) | C     | Sergio Defendi      |
|    | Italia (bandiera) | D     | Gianfranco Gervasi  |
|    | Italia (bandiera) |       | Ginelli             |
|    | Italia (bandiera) | C     | Roberto Grigis      |
|    | Italia (bandiera) | P     | Giovanni Losio      |
|    | Italia (bandiera) | A     | Alessandro Marinoni |

| N. |                   | Ruolo | Calciatore           |
| -- | ----------------- | ----- | -------------------- |
|    | Italia (bandiera) | C     | Pierluigi Nicoli     |
|    | Italia (bandiera) | D     | Ezzelino Orsini      |
|    | Italia (bandiera) | D     | Fabio Padovani       |
|    | Italia (bandiera) | P     | Sergio Pezzi         |
|    | Italia (bandiera) | C     | Gian Marco Remondina |
|    | Italia (bandiera) | A     | Stefano Rossi        |
|    | Italia (bandiera) | C     | Ezio Sarasini        |
|    | Italia (bandiera) | D     | Alfredo Savoldi      |
|    | Italia (bandiera) | A     | Antonio Scotti       |
|    | Italia (bandiera) | A     | Adriano Trevisan     |
|    | Italia (bandiera) | D     | Renato Villa         |
|    | Italia (bandiera) | D     | Gianbattista Zanetti |